# مایپو (مندوزا)
مایپو (به اسپانیایی: Maipú) یک منطقهٔ مسکونی در آرژانتین است که در Maipú Department واقع شده‌است. مایپو ۱۰۶٬۶۶۲ نفر جمعیت دارد و ۷۵۹ متر بالاتر از سطح دریا واقع شده‌است.